# Selección de fútbol de Bonaire
La selección de fútbol de Bonaire (en neerlandés: Bonairiaans voetbalelftal) es el equipo representativo de esta isla en las competiciones oficiales. No pertenece a la FIFA aunque el 19 de abril del 2013 fue admitida en la Concacaf y en la Unión Caribeña de Fútbol.

## Historia
Bonaire nace como selección tras la disolución del equipo de las Antillas Neerlandesas en octubre de 2010. Participa regularmente en la Copa ABCS acrónimo de Aruba Bonaire Curazao Surinam (en inglés ABCS Tournament) formado por las selecciones de los países de habla neerlandesa de la zona Caribe: Aruba, Bonaire y Curazao más Surinam. En 2011 fue campeón de dicho torneo empatando en la final contra Aruba 2:2 y derrotándola 4-3 en la tanda de penaltis.
La selección bonairense disputó sus primeros encuentros de competición oficial con motivo de la Copa del Caribe de 2014. Logró superar la ronda preliminar – por delante de Montserrat e Islas Vírgenes Estadounidenses – clasificándose a la primera ronda eliminatoria. En esa instancia, después de un debut catastrófico al perder por 6:0 ante Martinica, se rehízo derrotando por 3:2 a Surinam en la segunda jornada, el 5 de septiembre de 2014, siendo la primera victoria bonairense ante ese mismo adversario. Sin embargo la derrota por 1:4 concedida ante Barbados en la última jornada del grupo precipitó su eliminación del torneo regional.

## Uniforme

### Uniforme Titular
| 2019 |

### Uniforme Alternativo
| 2019 |

## Últimos y próximos encuentros
Actualizado al último partido jugado el 25 de marzo de 2025
| Fecha      | Ciudad         | Local               | Resultado | Visitante           | Competición                  |
| ---------- | -------------- | ------------------- | --------- | ------------------- | ---------------------------- |
| 21-11-2023 | Rincón         | Bonaire             | 0:4       | Saint-Martin        | Liga Naciones Concacaf 23/24 |
| 20-03-2024 | Washington D.C | El Salvador         | 1:1       | Bonaire             | Partido amistoso             |
| 04-06-2024 | Arnhem         | Sint Maarten        | 3:1       | Bonaire             | Partido amistoso             |
| 05-09-2024 | Rincón         | Bonaire             | 1:1       | San Vicente y Grnd. | Liga Naciones Concacaf 24/25 |
| 08-09-2024 | Rincón         | Bonaire             | 1:2       | El Salvador         | Liga Naciones Concacaf 24/25 |
| 10-10-2024 | Kingstown      | Montserrat          | 1:0       | Bonaire             | Liga Naciones Concacaf 24/25 |
| 13-10-2024 | Kingstown      | Bonaire             | 1:0       | Montserrat          | Liga Naciones Concacaf 24/25 |
| 14-11-2024 | San Salvador   | El Salvador         | 1:0       | Bonaire             | Liga Naciones Concacaf 24/25 |
| 17-11-2024 | San Salvador   | San Vicente y Grnd. | 3:1       | Bonaire             | Liga Naciones Concacaf 24/25 |
| 25-03-2025 | Casablanca     | Níger               | 6:0       | Bonaire             | Partido amistoso             |

## Jugadores

### Última convocatoria
Fuente: Surinam Fútbol.
| No. | Pos. | Jugador            | Fecha de nacimiento (edad)         | Apa. | Goles | Club                 |
| --- | ---- | ------------------ | ---------------------------------- | ---- | ----- | -------------------- |
|     | POR  | Rishison Frans     | 28 de marzo de 1990 (35 años)      | 14   | 0     | Real Rincon          |
|     | POR  | Jonas Lafeber      | 8 de noviembre de 1995 (29 años)   | 4    | 0     | Real Rincon          |
|     | POR  | Roderick Roojer    | 20 de septiembre de 1996 (28 años) | 0    | 0     | SV Juventus          |
|     |      |                    |                                    |      |       |                      |
|     | DEF  | Marnix Eustachia   | 8 de agosto de 2001 (23 años)      | 11   | 0     | Real Rincon          |
|     | DEF  | Robert Frans       | 21 de marzo de 1991 (34 años)      | 10   | 0     | Real Rincon          |
|     | DEF  | Jamison Sint Jago  | 27 de marzo de 2002 (23 años)      | 6    | 0     | Real Rincon          |
|     | DEF  | Richajier Oleana   | 12 de noviembre de 2000 (24 años)  | 4    | 0     | SV Brazil Juniors    |
|     | DEF  | Jamrick Sint Jago  | 14 de octubre de 2003 (21 años)    | 1    | 0     | Real Rincon          |
|     | DEF  | Ruwandy Anthonij   | 8 de julio de 2001 (23 años)       | 0    | 0     | SV Juventus          |
|     |      |                    |                                    |      |       |                      |
|     | MED  | Jermaine Windster  | 29 de abril de 1994 (31 años)      | 7    | 2     | SV Uruguay           |
|     | MED  | Naygel Coffie      | 26 de julio de 1996 (28 años)      | 5    | 0     | Real Rincon          |
|     | MED  | Rogyear Anita      | 12 de septiembre de 1999 (25 años) | 4    | 0     | SV Vespo             |
|     | MED  | Christopher Isenia | 29 de octubre de 1993 (31 años)    | 4    | 1     | SV Vespo             |
|     | MED  | Joran Knot         | 12 de diciembre de 2000 (24 años)  | 4    | 0     | SV Juventus          |
|     | MED  | Berry Sonnenschein | 12 de febrero de 1994 (31 años)    | 3    | 1     | Achilles Veen        |
|     | MED  | Elionard Janga     | 9 de julio de 2002 (22 años)       | 0    | 0     | SV Vespo             |
|     |      |                    |                                    |      |       |                      |
|     | DEL  | Yurick Seinpaal    | 12 de noviembre de 1995 (29 años)  | 15   | 5     | SV Atlétiko Flamingo |
|     | DEL  | Ayrton Cicilia     | 2 de marzo de 2001 (24 años)       | 10   | 6     | Spartaan'20          |
|     | DEL  | Jursten Trinidad   | 26 de diciembre de 2000 (24 años)  | 7    | 1     | SV Vespo             |
|     | DEL  | Guillermo Montero  | 12 de enero de 1997 (28 años)      | 7    | 0     | Kozakken Boys        |
|     | DEL  | Jonathan Libania   | 8 de mayo de 2001 (24 años)        | 4    | 2     | S.V. Victory Boys    |
|     | DEL  | Quincy Hoeve       | 3 de abril de 2003 (22 años)       | 3    | 1     | FC Volendam          |

## Registros

### Más participaciones
Actualizado al 11 de enero de 2023.
- En cursiva jugadores activos en la selección.

| #  | Nombre           | Periodo         | Partidos | Goles |
| -- | ---------------- | --------------- | -------- | ----- |
| 1  | Yurick Seinpaal  | 2013 - presente | 18       | 6     |
| 2  | Rilove Hanga     | 2013 - 2019     | 14       | 1     |
| 3  | Rishison Frans   | 2014 - presente | 14       | 0     |
| 4  | Igmard Gijbertha | 2013 - 2019     | 14       | 0     |
| 5  | Lacey Pauletta   | 2013-2019       | 13       | 1     |
| 6  | Robert Frans     | 2015 - presente | 13       | 0     |
| 7  | Marnix Eustachia | 2018 - presente | 12       | 0     |
| 8  | Ayrton Cicilia   | 2018 - presente | 10       | 6     |
| 9  | Pedro Rodríguez  | 2013-2015       | 9        | 0     |
| 10 | Ilfred Piar      | 2013-2019       | 8        | 2     |

### Máximos goleadores
Actualizado al 11 de enero de 2023.
- En cursiva jugadores activos en la selección.

| # | Nombre            | Periodo       | Partidos | Goles |
| - | ----------------- | ------------- | -------- | ----- |
| 1 | Ayrton Cicilia    | 2018-presente | 10       | 6     |
| 2 | Yurick Seinpaal   | 2013-presente | 18       | 6     |
| 3 | Suehendley Barzey | 2013-2015     | 7        | 3     |
| 4 | Edshel Martha     | 2018-2019     | 4        | 2     |
| 5 | Jonathan Libania  | 2022-presente | 6        | 2     |
| 6 | Jermaine Windster | 2019-presente | 7        | 2     |
| 7 | Jurven Koffy      | 2018-2019     | 7        | 2     |
| 8 | Ilfred Piar       | 2013-2019     | 8        | 2     |

## Entrenadores
- Arturo Charles (2010-2013)
- Rudsel Sint Jago (2013)
- Ferdinand Bernabela (2014-2015)
- Emmanuel Cristorí (2017-2018)
- Robert Winklaar (2018)
- Alexandro Raphaela (2019)
- Brian van den Berg (2019)
- Mauricio Tobon (2021-?)
- Rilove Janga (2023-presente)[1]

## Estadísticas

### Torneos oficiales absolutos
Copa Oro de la Concacaf
| Año         | Ronda                   | J                       | G                       | E                       | P                       | GF                      | GC                      |
| ----------- | ----------------------- | ----------------------- | ----------------------- | ----------------------- | ----------------------- | ----------------------- | ----------------------- |
| 1963 - 2009 | No existía la selección | No existía la selección | No existía la selección | No existía la selección | No existía la selección | No existía la selección | No existía la selección |
| 2011        | No participó            | No participó            | No participó            | No participó            | No participó            | No participó            | No participó            |
| 2013        | No participó            | No participó            | No participó            | No participó            | No participó            | No participó            | No participó            |
| 2015        | No clasificó            | No clasificó            | No clasificó            | No clasificó            | No clasificó            | No clasificó            | No clasificó            |
| 2017        | No participó            | No participó            | No participó            | No participó            | No participó            | No participó            | No participó            |
| 2019        | No clasificó            | No clasificó            | No clasificó            | No clasificó            | No clasificó            | No clasificó            | No clasificó            |
| 2021        | No clasificó            | No clasificó            | No clasificó            | No clasificó            | No clasificó            | No clasificó            | No clasificó            |
| 2023        | No clasificó            | No clasificó            | No clasificó            | No clasificó            | No clasificó            | No clasificó            | No clasificó            |
| 2025        | No clasificó            | No clasificó            | No clasificó            | No clasificó            | No clasificó            | No clasificó            | No clasificó            |
| Total       | 0/28                    | -                       | -                       | -                       | -                       | -                       | -                       |

Liga de Naciones de la Concacaf
| Año     | L     | G     | Ronda         | J  | G | E | P | GF | GC |
| ------- | ----- | ----- | ------------- | -- | - | - | - | -- | -- |
| 2019-20 | C     | B     | Segundo lugar | 4  | 2 | 1 | 1 | 10 | 8  |
| 2022-23 | C     | A     | Segundo lugar | 6  | 3 | 1 | 2 | 12 | 11 |
| 2023-24 | C     | A     | Segundo lugar | 4  | 2 | 0 | 2 | 6  | 6  |
| 2024-25 | B     | A     | Tercer lugar  | 6  | 1 | 1 | 4 | 4  | 8  |
| Total   | Total | Total | 4/4           | 20 | 8 | 3 | 9 | 32 | 33 |

### Torneos subregionales
Copa del Caribe
| Año         | Ronda                          | J                              | G                              | E                              | P                              | GF                             | GC                             |
| ----------- | ------------------------------ | ------------------------------ | ------------------------------ | ------------------------------ | ------------------------------ | ------------------------------ | ------------------------------ |
| 1989 - 2010 | Parte de Antillas Neerlandesas | Parte de Antillas Neerlandesas | Parte de Antillas Neerlandesas | Parte de Antillas Neerlandesas | Parte de Antillas Neerlandesas | Parte de Antillas Neerlandesas | Parte de Antillas Neerlandesas |
| 2012        | No participó                   | No participó                   | No participó                   | No participó                   | No participó                   | No participó                   | No participó                   |
| 2014        | No clasificó                   | No clasificó                   | No clasificó                   | No clasificó                   | No clasificó                   | No clasificó                   | No clasificó                   |
| 2016        | No participó                   | No participó                   | No participó                   | No participó                   | No participó                   | No participó                   | No participó                   |
| Total       | 0/19                           | -                              | -                              | -                              | -                              | -                              | -                              |

### Torneos amistosos
Torneo ABCS
| Año   | Ronda        | J  | G | E | P | GF | GC |
| ----- | ------------ | -- | - | - | - | -- | -- |
| 2010  | Cuarto lugar | 2  | 0 | 1 | 1 | 5  | 7  |
| 2011  | Campeón      | 2  | 1 | 1 | 0 | 5  | 3  |
| 2012  | Cuarto lugar | 2  | 0 | 0 | 2 | 2  | 17 |
| 2013  | Tercer lugar | 2  | 1 | 0 | 1 | 2  | 3  |
| 2015  | Cuarto lugar | 2  | 0 | 0 | 2 | 1  | 7  |
| 2021  | Subcampeón   | 2  | 1 | 0 | 1 | 4  | 4  |
| 2022  | Cuarto lugar | 2  | 0 | 0 | 2 | 1  | 5  |
| Total | 7/7          | 14 | 3 | 2 | 9 | 20 | 46 |

## Historial de enfrentamientos
Actualizado al 17 de noviembre de 2024.
| Rival                          | Juegos | G  | E  | P  | GF  | GC  | D    |
| ------------------------------ | ------ | -- | -- | -- | --- | --- | ---- |
| Curazao                        | 28     | 3  | 2  | 23 | 18  | 83  | -65  |
| Aruba                          | 24     | 9  | 4  | 11 | 43  | 54  | -11  |
| Surinam                        | 6      | 1  | 0  | 5  | 6   | 23  | -17  |
| Islas Vírgenes Británicas      | 3      | 3  | 0  | 0  | 10  | 6   | +4   |
| Islas Vírgenes Estadounidenses | 3      | 3  | 0  | 0  | 6   | 1   | +5   |
| Sint Maarten                   | 3      | 0  | 1  | 2  | 4   | 11  | -7   |
| Turcas y Caicos                | 2      | 1  | 0  | 1  | 5   | 3   | +2   |
| Bahamas                        | 2      | 0  | 1  | 1  | 2   | 3   | -1   |
| Anguila                        | 2      | 2  | 0  | 0  | 5   | 0   | +5   |
| Saint-Martin                   | 2      | 0  | 0  | 2  | 1   | 6   | -5   |
| El Salvador                    | 3      | 0  | 1  | 2  | 2   | 4   | -2   |
| Montserrat                     | 3      | 1  | 1  | 1  | 1   | 1   | 0    |
| Barbados                       | 1      | 0  | 0  | 1  | 1   | 4   | -3   |
| Martinica                      | 1      | 0  | 0  | 1  | 0   | 6   | -6   |
| República Dominicana           | 1      | 0  | 0  | 1  | 0   | 5   | -5   |
| Jamaica                        | 1      | 0  | 0  | 1  | 0   | 6   | -6   |
| San Vicente y las Granadinas   | 3      | 0  | 1  | 2  | 3   | 6   | -3   |
| Total                          | 88     | 23 | 11 | 54 | 107 | 222 | -115 |